# Écausseville

Écausseville este o comună în departamentul Manche, Franța. În 1 ianuarie 2022 avea o populație de 112 de locuitori.